# مخطوط تاريخ الأندلس
تاريخ الأندلس  مخطوط وضعه إسماعيل بن أمير المؤمنين يعود لعام 1237 هـ.
وهو كتاب يتناول تاريخ الأندلس «الفردوس الموعود من الفتح حتى السقوط» من خلال مخطوط قيم لإسماعيل بن إبراهيم بن أمير المؤمنين، والمخطوط مُلخص عام ودقيق (رغم قصره) لتاريخ المسلمين في  الأندلس  من الفتح حتى السقوط، وتعطي فكرة واضحة عن الحياة الثقافية في الأندلس، ناهيك عن كونها ملخصاً لكتاب نفح الطيب من غصن الأندلس الرطيب للمقري بل وعالج مسألة عدم تسلسل الأحداث التي يوردها المقري في النفح لأنه يناول موضوع ما ثم ينتقل إلى آخر ثم يعود مرة أخرى للحديث السابق مما يجعل التباس الأحداث واضحاً لدى القارئ العادي بل وربما المتخصص.